# Congozwaluw
De congozwaluw (Pseudochelidon eurystomina) is een zangvogel uit de familie Hirundinidae (zwaluwen). Deze zwaluw wordt soms in grote groepen waargenomen boven rivieren in het Kongobekken (Afrika), maar er is weinig bekend over waar deze vogels precies broeden.

## Kenmerken
De vogel is gemiddeld 14 cm lang. Het is een overwegend blauwzwart gekleurde vogel met een groene glans op de rug. De onderstaartdekveren zijn roetbruin. De staart is recht afgesneden, waarbij de middelste staartveren een beetje meer puntig zijn. De snavel is groot en oranjerood, het oog is rood met een roze oogring. De vogel lijkt op de siantarazwaluw  (P. sirintarae) uit Zuidoost-Azië.

## Verspreiding en leefgebied
Deze soort is endemisch in het Congogebied. Het leefgebied bestaat uit bossen en savannes in de buurt van rivieren. De vogels overnachten in rietkragen langs deze rivieren. De vogel broedt in grote kolonies (tot wel 800 exemplaren) in zandige oevers langs rivieren. Deze kolonies kunnen plotseling verdwijnen door overstromingen of worden uitgeroeid door vogelvangst.

## Status
In de jaren 1950 was dit een massaal voorkomende soort zwaluw. Het is waarschijnlijk een trekvogel, maar nog steeds is onduidelijk hoe de vogels trekken. Over de broedvogelpopulatie-aantallen ontbreken gegevens. Om deze redenen staat deze soort als onzeker op de Rode Lijst van de IUCN.